# Dagorder (effectenhandel)
Dagorder (Engels: Day order) is een term die gehanteerd wordt in de handel in effecten. Het is een van de looptijdcondities die mogelijk is op de Nederlandse beurs, binnen het daar gebruikte handelssysteem NSC.
De Dagorder is een order die alleen op de dag waarop hij opgegeven is, geldig is. Wordt op die dag niet aan de voorwaarden van de betreffende order voldaan, dan zal de order automatisch vervallen bij het sluiten van de beurs.